# Kenneth Börjesson (fotbollsspelare)
Jarl Kenneth "Knäcken" Börjesson, född 24 maj 1936 i Haga församling, Göteborg, död 7 juni 2019, var en svensk fotbollsspelare (högerback) som representerade Gais och Varbergs Bois. Han var far till Anette Börjesson, som även hon representerade Gais.
Börjesson spelade för Gais säsongerna 1955/1956 till 1957/1958 och därefter igen säsongerna 1960 till 1961. Totalt blev det 73 matcher (1 mål) i Gais innan han gick till Varbergs Bois, där han spelade division II-fotboll säsongen 1962. Han gjorde även fyra U21-landskamper för Sverige 1957–1958. Smeknamnet "Knäcken" kom inte till för att han spelade fult, utan på grund av att han tyckte om knäckebröd.